# Pablo Motta
Pablo Alejandro Motta (Córdoba, Argentina; 15 de abril de 1983) es un futbolista argentino. Juega como mediocampista central y su primer equipo fue Talleres de Córdoba. Actualmente milita en Guaraní Antonio Franco del Torneo Regional Amateur.

## Clubes
| Club                       | País      | Año       |
| -------------------------- | --------- | --------- |
| Talleres de Córdoba        | Argentina | 2001-2002 |
| Racing de Córdoba          | Argentina | 2002-2005 |
| Independiente de La Rioja  | Argentina | 2005      |
| 9 de Julio de Morteros     | Argentina | 2006      |
| Sportivo Patria de Formosa | Argentina | 2006-2007 |
| Boca Unidos de Corrientes  | Argentina | 2007-2009 |
| Brown de Puerto Madryn     | Argentina | 2010      |
| Central Norte de Salta     | Argentina | 2010-2011 |
| Crucero del Norte          | Argentina | 2011-2014 |
| Central Córdoba (SdE)      | Argentina | 2014      |
| Gimnasia y Tiro de Salta   | Argentina | 2015-2018 |
| Juventud Unida de San Luis | Argentina | 2018      |
| Gimnasia y Tiro de Salta   | Argentina | 2019      |
| Crucero del Norte          | Argentina | 2019-2021 |
| Guaraní Antonio Franco     | Argentina | 2021-?    |

## Palmarés

### Campeonatos nacionales
| Título             | Club                      | País      | Año  |
| ------------------ | ------------------------- | --------- | ---- |
| Torneo Argentino A | Racing de Córdoba         | Argentina | 2004 |
| Torneo Argentino A | Boca Unidos de Corrientes | Argentina | 2009 |

### Otros logros
| Título                  | Club                  | País      | Año  |
| ----------------------- | --------------------- | --------- | ---- |
| Ascenso a la B Nacional | Crucero del Norte     | Argentina | 2012 |
| Ascenso a la B Nacional | Central Córdoba (SdE) | Argentina | 2014 |